# Amomum diphyllum
Amomum diphyllum là một loài thực vật có hoa trong họ Gừng. Loài này được Karl Moritz Schumann mô tả khoa học đầu tiên năm 1904 trong tổ Elettariopsis của chi Cyphostigma dưới danh pháp Cyphostigma diphyllum. Năm 1930, Ludwig Eduard Theodor Loesener chuyển nó sang chi Elettariopsis với danh pháp Elettariopsis diphylla, và trong một thời gian dài người ta coi nó là đồng nghĩa của Elettariopsis curtisii có ở Thái Lan và Malaysia bán đảo.
Phân tích phát sinh chủng loại phân tử chi Amomum nghĩa rộng năm 2018 của de Boer et al. cho thấy hai loài này khác biệt và chúng đều thuộc về chi Amomum nghĩa hẹp, vì thế Cyphostigma diphyllum được các tác giả Jana Leong-Škorničková và Kristýna Hlavatá coi là loài độc lập trong chi Amomum.

## Phân bố
Loài này có ở Borneo. Karl Moritz Schumann ghi chép bằng tiếng Đức như sau: "Borneo: Bendschermassing (Motley n. 789), ohne genauere Standortsangabe (Korthals)." (Borneo: Bendschermassing (Motley n. 789), không có thông tin về vị trí chính xác (Korthals)), như thế có lẽ nó có trên đảo Borneo phần thuộc Indonesia.